# Loretta Goggi
Loretta Goggi (Rome, 29 september 1950) is een Italiaanse zangeres en actrice.
In 1981 werd ze 2de op het San Remo Festival met Maledetta Primavera, haar bekendste nummer.